# Dead drop
Um dead drop ou dead letter box é um método de espionagem usado para passar a itens ou informações entre dois indivíduos (por exemplo, um chefe de casos e o agente, ou entre dois agentes), utilizando um local secreto, desobrigando-os de se encontrarem diretamente e, assim, manterem a segurança operacional. O método está se contrasta com o  live drop, assim chamado porque duas pessoas se encontram para trocar itens ou informações.

## Visão geral
Espiões (agentes da inteligência encobertos) e seus mestres são conhecidos por executar dead drops, utilizando várias técnicas para ocultar itens (tais como dinheiro, segredos ou instruções), e para sinalizar que o drop foi realizado. Embora o sinal e a localização devem ser acordada com antecedência , o sinal pode ou não pode ser localizado, perto do próprio dead drop, e os operativos não necessariamente se conhecem ou jamais vão se conhecerem.

## Considerações
A localização e a natureza dos dead drops devem permitir a recuperação de item escondido sem os operativos serem percebidos por um membro do público, a polícia,  ou outras forças de segurança—, portanto, itens comuns de uso diários e  comportamentos similares são utilizados para evitar levantar suspeitas. Qualquer local oculto pode servir, embora, muitas vezes, um ''disjuntor'' é utilizado, como um tijolo frouxo em uma parede,  um livro de biblioteca com espaço ''cavado'' dentro, ou um buraco em uma árvore.

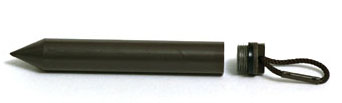
Dead drop spike

O espinho de dead drop é um aparato de dissimulação semelhante a um microcache. Ele tem sido usado desde o final da década de 1960, para ocultar o dinheiro, mapas, documentos, microfilmes e outros itens. O espinho é a prova de água e mofo e pode ser enfiado no chão, ou colocado em uma corrente rasa e ser recuperado em um momento posterior.
Dispositivos de sinalização podem incluir uma marca de giz na parede, um pedaço de chiclete em um poste de luz, ou um jornal deixado em um banco do parque. Alternativamente, o sinal pode ser feita a partir da própria casa do agente, como, por exemplo, pendurar uma toalha de certa cor em uma varanda, ou colocar um vaso de plantas no parapeito de uma janela visível para qualquer pessoa na rua. O toupeira soviético condenado da CIA, Aldrich Ames, deixava marcas de giz em uma caixa de correio em Washington, D.C. para sinalizar seus mestres russos de que ele tinha feito um dead drop para eles.

## Desvantagens
Enquanto o método dead drop é útil para prevenir a captura instantânea de um par operativo/mestre ou uma rede inteira, ele não é infalível. Se um dos operadores é comprometido, eles podem revelar o local e o sinal específico para o dead drop específico. A contra-inteligência, pode, em seguida, usar o sinal, enquanto mantém o local sob vigilância, e pode em seguida capturar os outros operativos, sem que eles jamais suspeitem que sua rede foi inflitrada.

## Técnicas Modernas
Em 23 de Janeiro, a FSB russa acusou a Grã-Bretanha de utilizar dead drops wi-fi escondidos em pedras ocas para coletar material de agentes na Rússia. De acordo com autoridades russas, o agente entregando informação se aproximaria da pedra e transmitira os dados sem fio para dentro dela a partir de um aparelho portátil, e então os mestres britânicos poderiam pegar os dados da mesma maneira. 